# Science Publishing Group
Science Publishing Group ist ein Verlag für wissenschaftliche Veröffentlichungen mit Anschrift in New York, Vereinigte Staaten. Tatsächlich ist der Verlag beheimatet in Pakistan.

## Geschichte
Der Verlag nahm seine Geschäftstätigkeit im Jahr 2012 auf. Er gibt 476 wissenschaftliche Zeitschriften heraus (Stand Januar 2018). Gebiete sind unter anderem Biologie, Chemie, Medizin, Physik, Materialwissenschaft, Mathematik und Statistik, Computerwissenschaften, Umweltwissenschaften, Architektur, Transport und Logistik, Ingenieurswesen, Ökonomie, Erziehungswissenschaften, Sozialwissenschaften, Kunst, Literatur und Linguistik.
Das Geschäftsmodell des Verlages besteht darin, dass Wissenschaftler Forschungsbeiträge in den verlegten Fachzeitschriften veröffentlichen und dafür Gebühren bezahlen (Open-Access-Modell). Der Verlag gibt an, dass die eingereichten Artikel einem Peer-Review unterzogen würden, d. h. die eingereichten Manuskripte würden durch andere Wissenschaftler kritisch geprüft.

## Betrugsvorwürfe
Die Seriosität des Verlages und der wissenschaftliche Wert von dessen Zeitschriften wird in Zweifel gezogen. Dem Verlag wurde Betrug vorgeworfen, Peer-Review werde nur vorgetäuscht. In einem Experiment reichte die Universitäts-Professorin Fiona McQuarrie unter dem Namen Maggie Simpson and Edna Krabappel (zwei Figuren aus der Zeichentrickserie Die Simpsons) bei dem International Journal of  Astrophysics and Space Science der Science Publishing Group einen im Netz kursierenden unsinnigen Artikel ein, der durch den Zufallsgenerator SCIgen erzeugt worden war. Der Artikel wurde zur Veröffentlichung angenommen. Der Bibliothekar Jeffrey Beall, der als erster eine Liste von „Raubverlagen“ herausgebracht hatte, veröffentlichte 2014 unter falschem Namen einen Nonsens-Artikel zum mathematischen Beweis des buddhistischen Karmas in der vorgeblichen Mathematik-Fachzeitschrift American Journal of Applied Mathematics der Science Publishing Group.